# جنيفر فوكس
جنيفر فوكس (بالإنجليزية: Jennifer Fox)‏ هي مصورة سينمائية ومنتجة أفلام وكاتبة سيناريو ومونتيرة ومخرجة أمريكية، ولدت في 1959.

## وصلات خارجية
- جنيفر فوكس على موقع IMDb (الإنجليزية)
- جنيفر فوكس على موقع ألو سيني (الفرنسية)
- جنيفر فوكس على موقع أول موفي (الإنجليزية)
- جنيفر فوكس على موقع قاعدة بيانات الأفلام السويدية (السويدية)
- جنيفر فوكس على موقع قاعدة بيانات الفيلم (الإنجليزية)
- جنيفر فوكس على موقع كينوبويسك (الروسية)